# Deneuille-lès-Chantelle
Deneuille-lès-Chantelle ist eine französische Gemeinde mit 93 Einwohnern (Stand: 1. Januar 2022) im Département Allier in der Region Auvergne-Rhône-Alpes (vor 2016 Auvergne). Sie gehört zum Arrondissement Vichy und zum Gemeindeverband Saint-Pourçain Sioule Limagne. Die Bewohner werden Deneuillois und Deneuilloises genannt.

## Lage
Die Gemeinde Deneuille-lès-Chantelle liegt an der Bouble in der Landschaft des Bourbonnais etwa 28 Kilometer nordwestlich von Vichy. Nachbargemeinden von Deneuille-lès-Chantelle sind Fleuriel im Norden und Nordosten, Chantelle im Osten und Süden sowie Monestier im Westen und Nordwesten.

## Bevölkerungsentwicklung
| Jahr                       | 1962 | 1968 | 1975 | 1982 | 1990 | 1999 | 2006 | 2015 | 2022 |
| Einwohner                  | 102  | 84   | 80   | 98   | 80   | 89   | 99   | 80   | 93   |
| Quellen: Cassini und INSEE |      |      |      |      |      |      |      |      |      |

## Sehenswürdigkeiten
In Deneuille-lès-Chantelle gibt es keine Kirchen und Kapellen. Für die Gläubigen sind die Kirche Saint-Nicolas und die Abtei Saint-Vincent in der größeren Nachbargemeinde Chantelle zuständig.

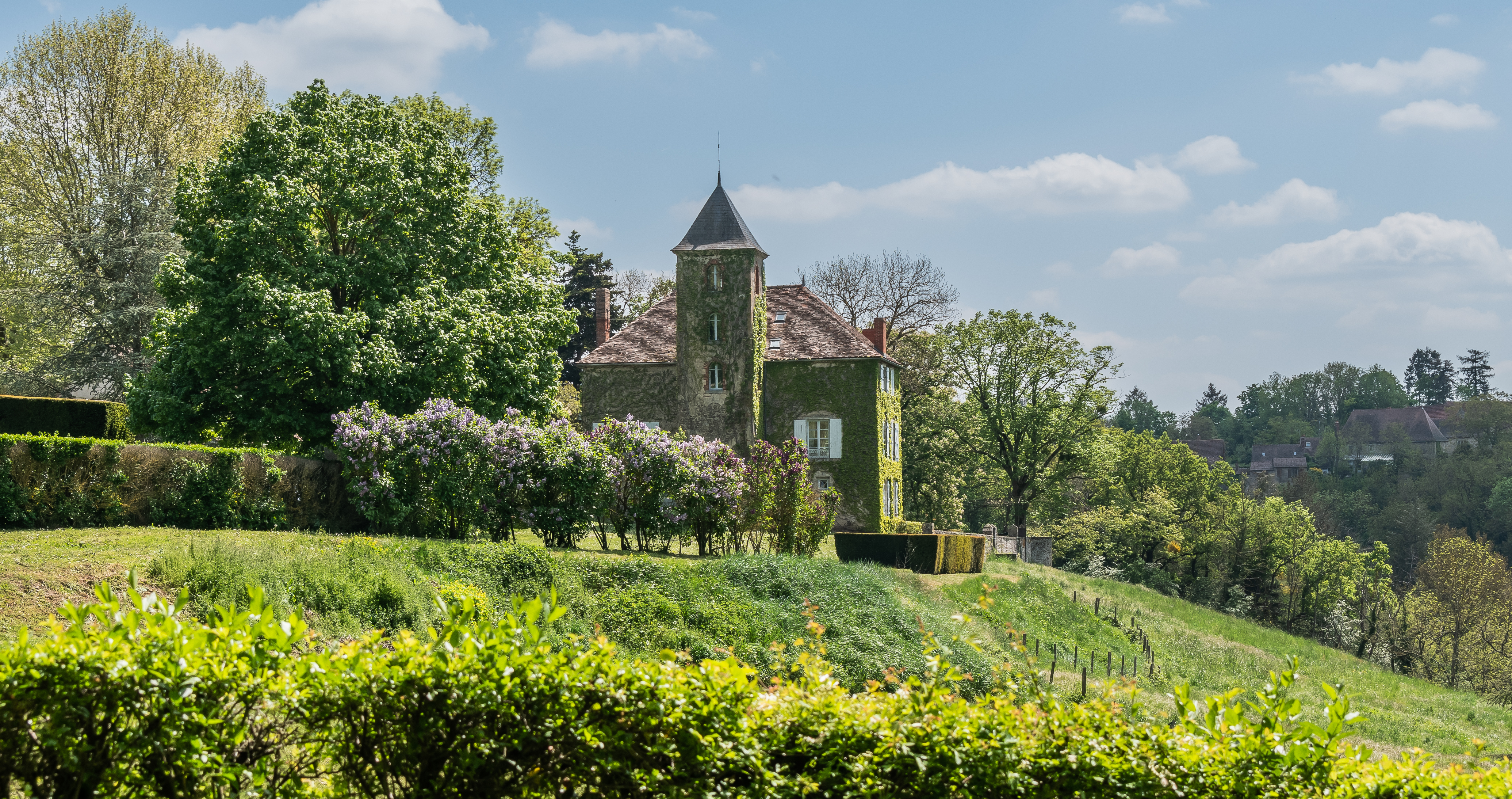
Herrenhaus

- Herrenhaus